# Natranaerovirga
Natranaerovirga es un género de bacterias grampositivas de la familia Lachnospiraceae. Fue descrito en el año 2012. Su etimología hace referencia a anaerobio viviendo en soda. Es anaerobia estricta y formadora de esporas. Inicialmente se describió como inmóvil, aunque un estudio posterior observó movilidad. Se ha aislado de lagos y suelos hipersalinos de soda. 
Actualmente contiene dos especies: Natranaerovirga hydrolytica y Natranaerovirga pectinivora. 